# 林建萱
林建萱（1997年5月5日—），台灣女演員。

## 電視劇
| 首播   | 電視台 | 劇名           | 角色           |
| 2015年 | 台視   | 春梅           | 林春梅（幼年） |
| 2015年 | 大愛   | 萬里桂花香     | 陳秋燕（幼年） |
| 2018年 | 大愛   | 長盤決勝       | 張月如(少女)   |
| 2022年 | 台視   | 美麗人生       | 許勉（少年）   |
| 2022年 | 大愛   | 冬菊，沒問題！ | 唐綠洋（少年） |